# Église orthodoxe Saint-Georges de Tunis
Ne doit pas être confondu avec Église anglicane Saint-Georges de Tunis.
L'église Saint-Georges est une église orthodoxe de la ville de Tunis (Tunisie).
Située en plein cœur de la ville, sur la rue de Rome, elle est édifiée par la communauté grecque de Tunis, à l'emplacement d'un ancien cimetière chrétien.
Inauguré le 7 janvier 1901, l'édifice présente un aspect gracieux avec ses coupoles en forme de bulbe.